# Consonant sonorant
A la fonètica i la fonologia, una sonorant o ressonant és un fon que es produeix amb un flux d'aire continu i no turbulent al tracte vocal: es tracta dels modes d'articulació que són més freqüentment sonors a les llengües d'arrel del món. Les vocals són sonorants, així com les consonants com /m/ and /l/: aproximants, nasals, bategants i la majoria de les vibrants.
Antigament, el terme ressonant era sinònim de sonorant, i sonorant era un terme més restrictiu, que es referia a totes les ressonants excepte les vocals i les semivocals.

## Tipus
Mentre que les obstruents són amb freqüència sordes, les sonorants són quasi sempre sonores. A l'escala de sonoritat, tots els sons més altes que les fricatives són sonorants. Poden aleshores formar el nucli sil·làbic de puna síl·laba en les llengües que ubiquen aquesta distinció al nivell de la sonoritat; vegeu l'article sobre la síl·laba per a més detalls.
Les sonorants contrasten amb les obstruents, que fan oclusions o causen turbulència al flux d'aires. L'últim grup inclou les fricatives i les oclusives (per exemple /s/ i /t/).
Entre les consonants pronunciades a la part posterior de la boca o a la gola, la distinció entre una aproximant i una fricativa sonora està tan difusa que no es coneix cap llengua que faci un contrast entre elles. En conseqüència, les fricatives uvulars, faríngies i glotals no es contraste mai amb aproximants.

### Sordes
Les ressonants sordes no són gaire freqüents; es troben com a fonemes sols a aproximadament un 5 per cent de les llengües del món. Les sonorants sordes tendeixen a ser extremadament callades i molt difícils de reconèixer, fins i tot per a aquelles persones les llengües de les quals les contenen. En cada cas on es troba una sonorant sorda, hi ha una sonorant sonora que contrasta.
Les sonorants sordes són molt freqüents a l'oceà Pacífic - a Oceania, Àsia oriental, Amèrica del Nord i Amèrica del Sud, així com a certes famílies de llengües, com ara les llengües austronèsies, llengües sinotibetanes, llenges na-dené i llengües esquimoaleutianes.
Una llengua europea que conté sonorants sordes és el gal·lès, la fonologia del qual conté una vibrant alveolar sorda /r̥/.
Hi ha la hipòtesi que les sordes [r̥ l̥ ʍ], i possiblement [m̥ n̥], es trobaven a diversos dialectes del grec clàssic. El grec àtic de la Grècia clàssica tenia molt probablement [r̥] com l'al·lòfon de /r/ al principi de les paraules, i possiblement quan es dupliquen a dins de les paraules. Així, algunes paraules de l'anglès derivades del grec s'escriuen amb rh a l'inici o rrh a dins de paraules, com ara rhethoric (retòric) i diarrhea (diarrea).

## Exemples
L'anglès té els següents fonemes de consonants sonorants: /l/, /m/, /n/, /ŋ/, /ɹ/, /w/, /j/.

## Canvis de so
Les resonants sordes tenen una tendència forta o bé emfatitzar-se o experimentar reforçament, per exemple per formar una fricativa com ara /ç/ or /ɬ/.